# Pugled pri Karlovici
Pugled pri Karlovici este o localitate din comuna Ribnica, Slovenia, cu o populație de 3 locuitori.